# Shadow of the Colossus
Shadow of the Colossus – przygodowa gra akcji stworzona przez japoński oddział Team Ico, a wydana przez Sony Computer Entertainment w październiku 2005 roku w Stanach Zjednoczonych i Japonii, a w lutym 2006 w Europie. W Japonii wydana pod nazwą Wander to Kyozō (jap. ワンダと巨像 Wanda to Kyozō). Gra jest prequelem wydanego w 2001 roku Ico. 6 lutego 2018 wydano remake gry na platformę PlayStation 4.